# Jean-Louis Féraud
Jean-Louis Féraud, né en 1750 et mort en 1809, est un ingénieur du génie maritime français.
Il fait partie de l'Expédition d'Égypte. Ingénieur ordinaire faisant fonction de chef du génie maritime.